# ゴンノストラマッツァ
ゴンノストラマッツァ（イタリア語: Gonnostramatza）は、イタリア共和国サルデーニャ自治州オリスターノ県にある、人口約900人の基礎自治体（コムーネ）。

## 地理

### 位置・広がり

#### 隣接コムーネ
隣接するコムーネは以下の通り。括弧内のSUは南サルデーニャ県所属を示す。
- コッリーナス (SU)
- ゴンノスコディーナ
- マズッラス
- モーゴロ
- シッディ (SU)